# Profesionalen Futbolen Klub Kaliakra Kavarna
Il Kaliakra Kavarna (in bulgaro ПФК Калиакра Каварна) è una società calcistica bulgara di Kavarna. Milita nella Vtora liga, la seconda divisione del campionato bulgaro.

## Storia
Fondato nel 1922 come Kaliakra Sport Club, il club ha trascorso la maggior parte della sua storia nelle serie minori, per poi salire alla ribalta nazionale nella seconda metà degli anni '80 del XX secolo. Il suo nome deriva dal Capo Calacria, che è situato nelle vicinanze della città.
Nel 2010 raggiunge la A Profesionalna Futbolna Grupa, massima serie del campionato bulgaro di calcio.

## Palmarès

### Competizioni nazionali
- Vtora profesionalna futbolna liga: 1

2009-2010

### Altri piazzamenti
- Kupa na Amat'orskata futbolna liga:

Finalista: 1997-1998
- Coppa di Bulgaria:

Semifinalista: 2009-2010
- Vtora profesionalna futbolna liga:

Secondo posto: 2007-2008
Terzo posto: 2008-2009